# 3-й Конгресс США
Тре́тий Конгре́сс США — заседание Конгресса США, действовавшее в Зале Конгресса в Филадельфии с 4 марта 1793 года по 4 марта 1795 года в период пятого и шестого года президентства Джорджа Вашингтона. Сенат имел федералистское большинство, в то время как Палата представителей — анти-административное. Распределение мест в Палате представителей было основано на первой переписи населения Соединённых Штатов в 1790 году и на Законе о распределении 1792 года.

## Важные события
- 4 марта 1793 года — начало второго срока Джорджа Вашингтона на посту президента
- 22 апреля 1793 года — Джордж Вашингтон подписал Прокламацию о нейтралитете
- 14 марта 1794 года — Эли Уитни получил патент на Коттон-джин
- 27 марта 1794 года — Правительство США санкционировало строительство первых шести фрегатов ВМС Соединённых Штатов
- 7 августа 1794 года — начало восстания из-за виски, против федерального налога на спиртные и дистиллированные напитки
- 20 августа 1794 года — начало Битвы при Фоллен Тимберс

## Ключевые законы
- Закон о работорговле (1794)
- Военно-морской акт (1794)
- Закон о натурализации (1795)

## Членство

### Сенат
| Начало | 30 | 0 | 16 | 14 |
| Конец  | 30 | 0 | 17 | 13 |

### Палата представителей
| Период | Всего | Вакантно | Партии                       | Партии                |
| Период | Всего | Вакантно | Анти-административная партия | Федералистская партия |
| ------ | ----- | -------- | ---------------------------- | --------------------- |
| Начало | 105   | 0        | 55                           | 50                    |
| Конец  | 103   | 2        | 53                           | 50                    |

## Состав

### Сенат
Перед именами в списке ниже указаны номера классов Сената, которые указывают цикл их избрания.

| - 1. Оливер Элсворт (Ф) - 3. Роджер Шерман (Ф) → Стивен Микс Митчелл (Ф) - 1. Джордж Рид (Ф) → Генри Латимер (Ф) - 2. Джон Вининг (Ф) - 2. Джеймс Джексон (А) - 3. Джеймс Ганн (А) - 2. Джон Браун (А) - 3. Джон Эдвардс (А) - 1. Ричард Поттс (Ф) - 3. Джон Генри (Ф) - 1. Джордж Кэбот (Ф) - 2. Калеб Стронг (Ф) - 2. Сэмюэл Ливермор (Ф) - 3. Джон Лэнгдон (А) - 1. Джон Резерфорд (Ф) - 2. Фредерик Фрелингхейзен (Ф) - 1. Аарон Бёрр (А) - 3. Руфус Кинг (Ф) | - 2. Александр Мартин (А) - 3. Бенджамин Хокинс (А) - 1. Альберт Галлатин (А) → Джеймс Росс (Ф) - 3. Роберт Моррис (Ф) - 1. Теодор Фостер (Ф) - 2. Уильям Брэдфорд (Ф) - 2. Пирс Батлер (А) - 3. Ральф Изард (Ф) - 1. Мозес Робинсон (А) - 3. Стивен Брэдли (А) - 1. Джеймс Монро (А) → Стивенс Томсон Мейсон (А) - 2. Джон Тейлор (А) → Генри Тэзевелл (А) |